# پیتر رینسفورد بردی
پیتر رینسفورد بردی (Peter Rainsford Brady)‏ (۴ اوت ۱۸۲۵–۲ مه ۱۹۰۲)، افسر نظامی، نقشه‌بردار و سیاستمدار آمریکایی بود. پس از یک دوره خدمت کوتاه در نیروی دریایی ایالات متحده، به تگزاس رنجرز یا پلیس ایالتی تگزاس پیوست و در جریان جنگ مکزیک – آمریکا و در امتداد مرزهای غربی خدمت کرد. از تگزاس به سمت غرب نقل مکان نمود و در آنجا ساکن اولیه و یک شخصیت سیاسی شد.

## پس‌زمینه

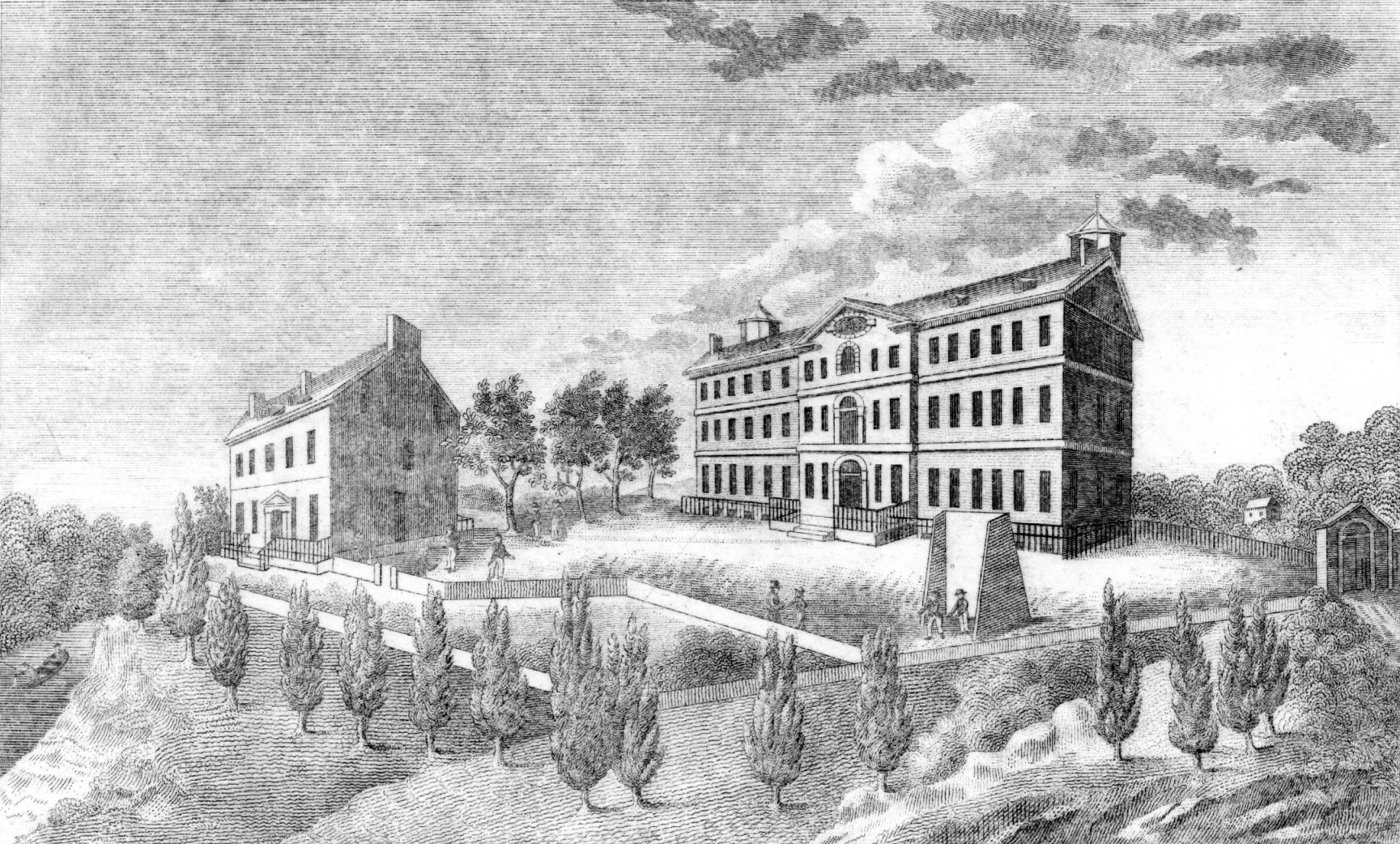
تصویری از بخش جورج تاون واشنگتن

بردی در ۴ اوت ۱۸۲۵ در بخش جورج‌تاون واشینگتن DC در خانوادهٔ پیتر و آن (رینسفورد) تولد شد. مادرش از لندن بود. مادرش در ۲۱ سالگی با یک شهروند جورج‌تاون ازدواج نمود. آن‌ها علاوه بر پیتر دو دختر به‌نام‌های مارگارت آن و مری الن داشتند.
پیتر در ۱۲ سالگی در کالج جورج‌تاون آموزش دید. این رویداد نباید توسط سیستم آموزشی امروزی که در آن زمان وجود نداشت، مورد قضاوت قرار گیرد. در آن‌زمان بین آموزش متوسطه و کالج هیچ تفاوتی وجود نداشت. «کالج» در آن‌زمان بیشتر یک مدرسه خصوصی پسرانه بود. کالج در برگیرنده آموزش ابتدائی و متوسطه نیز بود.

## چپاول دریایی
تلاش‌های مدرن برای بررسی خدمت نیروی دریایی وی به همین‌گونه سر در گم است؛ به‌ویژه کتاب‌های راهنما و سایت‌های تگزاس رنجر چیزهای متفاوتی ارائه می‌نمایند، این‌که بردی در سال ۱۸۴۴ از آکادمی نیروی دریایی ایالات متحده در آناپولیس مریلند فارغ شده‌است و پس از یک‌سال خدمت از نیروی دریایی استعفا نموده یا این‌که وی به‌عنوان ناوآموز خدمت کرد اما نه در آکادمی. این آکادمی در سال ۱۸۴۵ تأسیس شد. موثق‌ترین گزارش حاکی از این است که وی از سال ۱۸۴۴ تا سال ۱۸۴۶ ناو‍آموز بوده و با فارغ شدن در کلاس اول که برای همیشه از آنجا فارغ شد و به‌منظور جنگیدن در جنگ مکزیک – آمریکا با «تگزاس رنجرز یا پلیس ایالتی تگزاس» که در آن‌زمان بازوی نظامی ایالت جدید تگزاس بود، استعفا داد.
یکی هم می‌توان قرار ذیل حدس زد. در ابتدا به‌عنوان دانش‌آموز افسران نیروی دریایی یا ناوآموزان، حرفهٔ خود را به روش عملی‌تر در یک کشتی بادبانی جنگی آغاز نمود. بعد از دورهٔ کارآموزی در دریا، امتحانی را سپری نمودند که در صورت کامیابی در آن امتحان، «پسد میدشیپمن» نامیده می‌شدند، این اصطلاحی بود در آکادمی نیروی دریایی قدیمی بر آن تأکید صورت می‌گرفت. بعد از گذراندن این دوره باید به درجهٔ ستوانی نائل می‌شدند. درجهٔ ناوبان دوم چنان‌چه امروز وجود دارد تا جنگ داخلی زمانیکه استفاده قبلی آن دوباره مروج شد، ایجاد نشده بود. «پسد میدشیپمن» به نفع ناوبان دوم کنار گذاشته شد.
در سال ۱۸۳۴ یک مدرسهٔ نیروی دریایی ایجاد شد اما می‌بایست در پناهگاه نیروی دریایی فیلادلفیا واقع میدان دریایی فیلادلفیا که با یک بیمارستان و یک خانهٔ بازنشستگان نیروی دریایی مشترک بود، قرار می‌گرفت. این ساختمان ظریف شباهت زیادی با اولین سالن بنکرافت داشت. اسم نامناسب پناهگاه نیروی دریایی در عوض نام رسمی آن یعنی مدرسهٔ نیروی دریایی به این مؤسسه آموزشی نصب گردید. یک شرط جدیداً اضافه شده بود که تمامی ناوآموزان باید ۸ ماه در مدرسهٔ نیروی دریایی خدمت نمایند و امتحان خود را در آنجا بگذرانند. قبل از آن اگر ناوآموزان «فعال» باشند به این معنی است که در محیط کشتی هستند. اگر از امتحان با موفقیت عبور می‌کردند، «گذرانده» گفته می‌شدند. در سال ۱۸۴۵ آکادمی جدید در آناپولیس، ناوآموزان و مربیان را از مدرسهٔ فیلادلفیا تحویل گرفت. مدت زمانی سپری شده در مدرسهٔ نیروی دریایی و سفر دریایی محاسبه شد؛ بنابراین آکادمی توانست بعد از یک‌سال از تأسیس ناوآموزان را فارغ دهد.
یک تعداد (قابل اعتماد یا غیرقابل اعتماد) گزارش می‌دهند که بردی به عنوان ناوآموز در کشتی قدیمی یواس‌اس لکسینگتون و بر کشتی یواس‌اس پلیموث در دریای مدیترانه خدمت کرد، شاید در مورد کشتی لکسینگتون احتمال کمتری وجود دارد زیرا در تمام مدتی که بردی می‌بایست در اکادمی/مدرسهٔ نیروی دریای می‌بود، این کشتی در مدیترانه بود. در مورد کشتی پلیموث بعضی شواهدی وجود دارد. کتاب تاریخچهٔ ارتش و نیروی دریایی ۱۸ آوریل ۱۸۴۴ از حرکت کشتی یواس‌اس پلیموث برای پیوستن به گردان‌های دریایی و بعد گشت‌زنی در دریای مدیترانه به‌منظور خدمت برای منافع ایالات متحده و جلوگیری از شروع مجدد دزدی دریایی در امتداد ساحل بربری، گزارش می‌دهد. یکی از جملهٔ ناوآموزان پیتر. پی. بردی بود، پی در این نام یک اشتباه تایپی در عوض آر است.
زمانی‌که در سال ۱۸۴۵ آکادمی به کار آغاز نمود، این کار را با فهرستی از ناوآموزان مدرسهٔ نیروی دریایی و هر ناوآموز فعالی که برای حضور ضروری خود در مدرسه آماده بود، انجام داد. این یک برنامهٔ پنج ساله بود: سال‌های نخست و اخیر در آناپولیس و سه سال وسط در دریا. در ماه ژانویه سال ۱۸۴۶ این آکادمی ۳۶ دانش‌آموز داشت که ظاهراً در سال ۱۸۴۰ در مدرسهٔ نیروی دریایی به درس شروع نموده بودند، ۱۳ دانش‌آموز در سال ۱۸۴۱ و ۷ نفر منصوب شده از سال ۱۸۴۵ و ۳۶ نفر از جملهٔ کلاس سال ۱۸۴۶ بودند. بردی در میان یکی از این‌ها نبود جز این‌که اشتباهاً حذف شده باشد.
ناوآموزان از سال ۱۸۴۳ و ۱۸۴۴ به‌طور آشکارا غایب بودند و دلیل آن احتمالاً دور بودن آن‌ها از دریا بود. سایر افسران پرچم‌دار در نیروی دریایی بعدی که فارق التحصیل شناخته شدند، ادعا داشتند که در آن سال‌ها در دریا بودند. دفاتر ثبت نام ناوآموزان آکادمی نگهداری نشده بود یا حد اقل تا بعد از تنظیم مجدد در سال ۱۸۵۰ باقی نماند، ازینرو هیچ راهی برای تأیید حضور و فارغ‌التحصیل شدن افرادی چون بردی که نیروی دریایی را بلافاصله پس از فراغت ترک کرده بود، وجود نداشت. آمار اولیه می‌بایست مجدداً از سایر منابع تأیید می‌شد.
این کاملاً مشخص نیست که بردی در آکادمی حضور یافت یا در عوض حضور استعفا داد. اگر در آکادمی حضور یافته باشد، فارغ شدنش معلوم نیست. این مستند است که بردی در کشتی پلیموث حضور داشت. کشتی پلیموث تا ماه اکتبر سال ۱۸۴۶ با گردان‌های دریایی بود و این‌که بردی در این زمان در کلاس ۱۸۴۶ بوده باشد بسیار دیر است، اگر بردی تمام وقت با کشتی پلیموث بوده باشد، سؤال برانگیز است. هرچند درست است که قایق‌های صید نهنگ در یک زمانی برای سال‌ها ناپدید می‌شدند اما این موضوع برای کشتی‌های که در ایستگاه بودند، صدق نمی‌کند. نقل و انتقالات به کشی‌ها یا از کشتی‌ها مکرراً صورت می‌گرفت.
آن‌ها همچنین باید اغلب در بندر بوده باشند، اگر اینگونه بوده باشد، برای ناوآموزان چون بردی چانس یک مرتبه سوار شدن در هر کشتی در گردان دریایی داده شده. بردی می‌توانست به موقع برای کلاس‌های سال ۱۸۴۶ یا حتی سال ۱۸۴۷ دوباره برگردد. اگر بیشتر منابع می‌گویند که بردی فارغ شده‌است، احتمالاً اطلاعات را از خود او که تا عصر عکاسی زنده بود، گرفته‌اند.

## نقشه‌بردار زمین‌های اعطایی دولت فیشر- میلر
پیتر بردی شهروند مؤدب پایتخت کشور که دارای تحصیلات عالی بود و در منطقه مدیترانه سفرهای زیادی کرده بود، در سال ۱۸۴۶ به‌منظور سفر به ایالت بیابابی تگزاس غربی که مملو از بومیان آمریکایی متخاصم بود، نیروی دریایی ایالات متحده و پایتخت را ترک نمود، دیگر هرگز به شرق برنگشت و در اصل هرگز به‌جز تگزاس، آریزونا و نیومکزیک به جای دیگری سفر نکرد. بردی هیچ دلیل شخصی برای رفتن به آنجا نداشت، دوست یا وابستگانش در آنجا نبود و نه از مردم و نوع زمین آنجا اطلاع داشت.